# Sustancia perforada posterior
La sustancia perforada posterior (también, espacio perforado posterior) es una pequeña región del cerebro situada en el mesencéfalo, constituida por sustancia gris perforada por pequeños vasos sanguíneos, ramas de las arterias cerebrales posteriores. Estas arterias irrigan la porción media del mesencéfalo y la porción posterior del hipotálamo, específicamente los cuerpos mamilares que se ven en la fosa interpeduncular.
Desde la zona lateral de la fosa, emerge el nervio oculomotor (III), el cual se dirige anteriormente entre las arterias cerebelosa superior y cerebral posterior. Siendo cruzada por la Cintilla óptica.